# Пересечь шесть мостов
«Пересечь шесть мостов» (англ. 'Six Bridges to Cross) — фильм нуар режиссёра Джозефа Певни, который вышел на экраны в 1955 году.
Фильм рассказывает историю профессионального преступника Джерри Флориа (Тони Кёртис), который действовал в Бостоне в период 1930—1940-х годов. В начале фильма 15-летний Джерри (в подростковом возрасте его играет Сэл Минео) руководит бандой уличных преступников. Во время одной из ограблений его ранит молодой полицейский Эдди Галлахер (Джордж Нейдер). В дальнейшем между Джерри и Эдди складываются особые отношения, когда Джерри становится его информатором, при этом пользуясь определённым покровительством со стороны Эдди и заботой со стороны его жены (Джули Адамс). После нескольких тюремных сроков Джерри как будто решает вести честную жизнь открывает сеть автомастерских и даже женится. Однако когда в его квартале происходит ограбление инкассаторской компании на 2.5 миллиона долларов, Эдди сразу понимает, что это дело рук Джерри и его банды. В финале картины, раскаявшийся Джерри возвращает похищенные деньги, однако гибнет от рук членов собственной банды.
В основу картины положены обстоятельства знаменитого ограбления компании «Бринкс» в Бостоне, Массачусетс, в 1950 году, во время которого воры похитили почти 2.5 миллиона долларов. Репортёр газеты «Бостон глоб» Джозеф Ф. Диннин опубликовал на эту тему рассказ, по которому сценарист Сидни Бём написал сценарий фильма.
Фильм получил в целом доброжелательные отзывы критики, особенно отметившей натурные съёмки в Бостоне оператора Уильяма Х. Дэниелса.

## Сюжет
В 1933 году в Бостоне 15-летний Джерри Флориа (Сэл Минео) возглавляет банду уличных хулиганов, в которую входят его дружки Энди Норрис (Джен Мерлин), Скидс Радзевич (Ричард Касл) и Ред Фланаган (Уильям Мёрфи), которая в основном занимается мелкими кражами на рыночной площади. Однажды ночью начинающий патрульный полицейский Эдвард Галлахер (Джордж Нейдер), обходя свой участок, слышит шум за дверью магазина. Зайдя внутрь, Эдвард видит группу убегающих парней. Эдди требует их остановиться, однако когда они не реагируют, он стреляет, раня Джерри. На следующий день жители района узнают из газет о том, что полицейский стрелял по подросткам, и в результате ранения у Джерри не будет детей. Начальник полицейского участка Винсент Конкэннон (Джей С. Флиппен) считает однако действия Эдди обоснованными и обещает ему свою поддержку. Вскоре происходит ограбление ювелирного магазина. Когда Эдди на следующий день приходит в больницу, чтобы навестить Джерри, тот сообщает ему имена грабителей, что позволяет быстро раскрыть дело. Несколько дней спустя проходят внесудебные слушания по делу Джерри, в ходе которых Эдди как свидетель выступает за то, чтобы не выдвигать против парня судебных обвинений и дать ему шанс исправиться. Поскольку родители фактически отвернулись от Джерри, тот выбегает на улицу, чтобы поблагодарить Эдди, который знакомит его со своей женой Эллен (Джули Адамс). Пара решает взять опеку над приветливым, общительным Джерри. Эдди говорит парню, что верит в него и готов помочь, но если увидит, что тот занят чем-то незаконным, то арестует его. Джерри даёт Эдди очередную наводку на ограбление, в результате чего тот быстро раскрывает дело, задерживая грабителей на месте преступления. В последующие годы Эдди делает успешную карьеру в Управлении во многом благодаря тем наводкам, которые даёт ему Джерри.
Однажды Эдди сообщает уже повзрослевшему Джерри (Тони Кёртис), что против него выдвинуто обвинение в изнасиловании местной девушки. Эдди знает, что Джерри не совершал преступления и просит назвать его имя насильника, однако Джерри берёт вину на себя. Джерри осуждают и отправляют на три года в тюрьму штата. Эдди тем временем поднимается по служебной лестнице до детектива, покупает хороший дом, и у него рождается дочь Патриция. Когда Джерри условно-досрочно выходит на свободу, у ворот тюрьмы его встречают Эдди и Эллен, отвозя на машине к себе домой. Эдди говорит, что нашёл ему работу оператора лифта и даже купил ему униформу, призывая жить по закону. С благодарностью принимая заботу Эдди, Джерри однако говорит, что ему нужны большие деньги. Вскоре Джерри приходит в бильярдную, где жестоко избивает Энди, члена своей банды, который на самом деле совершил изнасилование, и члены банды встают на сторону Джерри. Устроившись оператором лифта, Джерри начинает вести параллельный нелегальный бизнес по приёму ставок на лошадиные скачки. Заработав таким образом некоторую сумму, Джерри проворачивает вместе со Скидсом и Редом схему с обогащением на скачках. Они берут в заложники двух наблюдателей, которые по телефону передают в игровой зал информацию о ходе скачек, под угрозой оружия заставляя их давать нужные им комментарии. Одновременно они ставят все свои деньги на лошадь, которая, судя по информации наблюдателей, проигрывает забег, и в итоге получают выигрыш в 50 тысяч долларов. По дороге домой счастливый Джерри отвлекается и врезается на своей машине в грузовик. Прибывшая на место аварии полиция обнаруживает в его машине пистолет, что запрещено правилами условно-досрочного освобождения, и Джерри снова отправляют в тюрьму. Узнав, что Джерри опять оказался в тюрьме, Эдди в раздражении бьёт его по лицу, после чего отрекается от него.
С началом Второй мировой войны Джерри, который решает, что лучше пойти воевать, чем сидеть в тюрьме, через Эллен передаёт Эдди просьбу помочь ему получить помилование для поступления на службу в армию. Однако выясняется, что Джерри, которого родители в годовалом возрасте перевезли из Италии, так и не получил американского гражданства, и потому как гражданин враждебного государства не может служить в армии США. Когда Эллен навещает Джерри в тюрьме, чтобы утешить его, он говорит, что больше всего сожалеет о двух вещах — что у него никогда не будет детей и что он никогда не сможет послужить своей стране. В 1946 году, когда Эдди возвращается после службы в армии, Джерри выходит из тюрьмы. Он сразу же создаёт собственную нелегальную структуру в сфере азартных игр за чертой Бостона, и очень быстро у него появляются серьёзные деньги. Эдди в свою очередь также получает повышение по службе, и вскоре Джерри снова становится информатором Эдди в тех случаях, когда это выгодно для его дел. На этот раз Эдди отказывается сближаться с Джерри в человеческом плане, настаивая на том, что между ними существуют сугубо деловые отношения.
Когда на территории Эдди происходит ограбление на 300 тысяч долларов, он подозревает, что Джерри снова орудует в городе. Тот однако представляет алиби, что в момент ограбления он был в церкви у священника отца Бонелли (Гарри Бартелл). Зная, что Джерри не посещает церковь, Эдди встречается с отцом Бонелли, убеждая его, что Джерри просто использовал священника как хорошее алиби. Затем приглашают Джерри, который сообщает, что встречался с отцом Бонелли с тем, чтобы получить у него согласие на церковную свадьбу с военной вдовой Вирджинией Стюарт (Анабель Шоу), которая осталась с тремя маленькими детьми. Эдди, тронутый намерением Джерри начать семейную жизнь, соглашается стать свидетелем на его свадьбе. После свадьбы остепенившийся Джерри отказывается от своего преступного бизнеса и открывает в городе несколько легальных автомастерских. Вместе с женой он налаживает тёплые семейные отношения с Эдди и Эллен. Некоторое время спустя вечером в здание инкассаторской компании, расположенной через дорогу от автомастерской Эдди, врывается группа вооружённых людей в масках, похищая из хранилища деньги на сумму 2.5 миллиона долларов. Грабителям удаётся уйти с места преступления, однако через несколько минут в городе вводят в действие механизм задержания преступников, разводя все шесть мостов, связывающих Бостон с континентальной частью страны. Одновременно полиция проводит опознание, вызывая на него среди прочих Джерри, Скидса и Реда, однако поскольку грабители были в масках, сотрудники хранилища никого не могут опознать. Кроме того, у Джерри на момент ограбления есть алиби, поскольку тем вечером он ужинал дома у Галлахеров. Тем не менее, Эдди уверен, что всё ограбление организовал Джерри, однако у него нет никаких доказательств. Дело берёт в свои руки прокуратура штата, которая начинает подозревать, что Джерри провернул это дело в преступном сговоре с Эдди. Дело доходит до специальных слушаний, в ходе которых Эдди вынужден объяснять присяжным, что каждый полицейский должен иметь информаторов в криминальной среде, так как это помогает в борьбе с преступностью. При этом Эдди подтверждает, что подозревает Джерри и его банду в совершении этого преступления, однако, это необходимо доказать, и именно поиском доказательств он и занят в настоящее время. В итоге все подозрения с Эдди снимаются, и он возвращается к работе.
Эдди приходит к инспектору Службы иммиграции и натурализации Джей Джей Уолшу (Кеннет Паттерсон), пытаясь разобраться в деле Джерри, которому за два уголовных преступления как не гражданину США грозит депортация. Эдди говорит об этом с Джерри, который не может смириться с самой мыслью о депортации, которая разрушит всё, что у него есть в жизни. Вскоре Скидс заставляет Энди сознаться в изнасиловании, что снимает с Джерри одну из двух судимостей. После этого Эдди встречается с Джерри, призывая того выдать украденные деньги в обмен на отказ от депортации. Эдди надеется, что ему удастся решить дело таким образом, однако, к его разочарованию, Джерри после некоторых колебаний отказывается пойти на сделку. Вернувшись домой, Джерри видит, что Вирджиния, отношениями с которой он очень дорожит, уходит от него, узнав, что он вернулся к криминальной деятельности. Джерри звонит членам банды, приглашая всех на склад, где он спрятал деньги. Одновременно он звонит и Джерри, приглашая его подъехать на склад на 15 минут позже. На складе Джерри сообщает членам банды, что решил выдать деньги властям, а у членов банды есть 15 минут, чтобы скрыться. Решив, что Джерри предал их, один из бандитов открывает огонь, что приводит к перестрелке. Услышав стрельбу, полиция врывается в помещение, убивая нескольких бандитов и арестовывая троих из них. Тяжелораненый Джерри указывает, где спрятаны деньги, после чего на руках у плачущего Эдии умирает со словами, что не хотел его подвести.

## В ролях
- Тони Кёртис — Джерри Флориа
- Джордж Нейдер — Эдвард Галлахер
- Джули Адамс — Эллен Галлахер
- Джей С. Флиппен — Винсент Конкеннон
- Сэл Минео — Джерри (в подростковом возрасте)
- Джен Мерлин — Энди Норрис
- Ричард Касл — Скидс Радзевич
- Уильям Мёрфи — Ред Фланаган
- Кендалл Кларк — мистер Сэнборн
- Дон Кифер — мистер Шерман
- Гарри Бартелл — отец Бонелли
- Тито Вуоло — Энджи
- Анабель Шоу — Вирджиния Стюарт (в титрах не указана)

## Создатели фильма и исполнители главных ролей
Джозеф Певни начинал карьеру как актёр, однако в 1950 году перешёл в режиссуру, поставив, в частности, фильмы нуар «Вымогательство» (1950), «Девушка под прикрытием» (1950), «Железный человек» (1951), «Плоть и ярость» (1952) с Кёртисом в главной роли, «Женщина на пляже» (1955) и «Это случилось в полночь» (1957) также с Кёртисом в главной роли.
Тони Кёртис начал свою актёрскую карьеру на студии Universal в 1949 году, когда ему было 23 года. К 1955 году Кёртис успел сыграть главные и значимые роли в 26 фильмах, среди которых фильмы нуар «Город за рекой» (1949), «Джонни-стукач» (1949), «Я был магазинным воришкой» (1950), «Плоть и ярость» (1952) и «Запрещено» (1953). По словам историка кино Шона Эксмейкера, в то время Кёртис был «предметом обожания и восходящей звездой студии, которая бросала его во все жанры своего производственного плана — вестерны, романтические комедии, мелодрамы, приключенческие экшны, костюмированные мелодрамы, военные фильмы и так далее». Как отмечает критик этот «фильм играл на сильных сторонах Кёртиса, который был уроженцем Бруклина, дав ему роль парня с улицы, из которого вырос очаровательный и скрытный профессиональный преступник».
Хотя к моменту съёмок этого фильма за печами Джорджа Нейдера было уже 20 картин, однако преимущественно ему доставались эпизодические роли или роли второго плана, за исключением крупных ролей в нескольких второстепенных фильмах не имевших большого успеха, таких как фильм ужасов «Робот-монстр» (1953), библейская мелодрама «Грехи Иезавели» (1953) и вестерн «Четверо у границы» (1954). Позднее Нейдер отметился ролями в таких фильмах нуар, как «Неосторожность» (1956), «Человек боится» (1957), «Свидание с тенью» (1957) и «Самка» (1958).
Джули Адамс была известна по главным и значимым ролям в таких популярных картинах, как военная мелодрама «Блестящая победа» (1951), фильм нуар «Голливудская история» (1951), вестерны «Излучина реки» (1952) и «Игрок из Миссисипи» (1953), а также фильм ужасов «Тварь из Чёрной Лагуны» (1954).
Как указывает Эксмейкер, Сэл Минео стал звездой после того, как сыграл вместе с Джеймсом Дином и Натали Вуд в фильме «Бунтарь без причины» (1955), который принёс ему номинацию на «Оскар». Своей второй номинации на «Оскар» Минео было удостоен за библейский фильм «Исход» (1960). На счету Минео также роли в таких престижных фильмах, как «Кто-то там наверху любит меня» (1956), «Гигант» (1960), «Осень шайеннов» (1964) и «Величайшая из когда-либо рассказанных историй» (1965).

## История создания фильма
Как пишет историк кино Шон Эксмейкер, 17 января 1950 года в Бостоне банда ограбила здание компании Brink’s, занимающейся системами охраны, похитив почти 3 миллиона долларов. Это ограбление на тот момент было крупнейшим ограблением в истории США (этот рекорд продержался до 1984 года) и было названо «ограблением века».
Взяв за основу историю этого ограбления и подробности некоторых других ограблений в Новой Англии, журналист газеты «Бостон глоб» Джозеф Ф. Диннин (англ. Joseph F. Dinneen) опубликовал роман «Анатомия преступления: Поразительная параллель с фантастическим ограблением „Бринкс“ на 2 500 000 долларов» (англ.  The Anatomy of a Crime; A Startling Parallel to the Fantastic $2,500,000 Brinks Robbery) (1954). Год спустя Диннин переработал материал романа в рассказ под названием «Они украли 2 500 000 долларов — и скрылись» (англ.  They Stole $2,500,000--And Got Away), который был опубликован в журнале Collier’s. Затем Сидни Бём по рассказу написал сценарий фильма, который стал первым фильмом об этом легендарном ограблении.
Рабочими названиями фильма были «Ограбление на миллион долларов» (англ.  Million Dollar Holdup), «Пересечь пять рек» (англ.  Five Rivers to Cross) и «Пересечь пять мостов» (англ.  Five Bridges to Cross).
По информации Эксмейкера, «на роль Джерри первоначально планировался Джефф Чандлер, однако его сняли из-за спора по контракту с Universal Studios». Как далее пишет Эксмейкер, «отсутствие Чандлера стала благословением для молодого Сэла Минео, на тот момент уже опытного бродвейского и телевизионного актёра, который однако до того ни разу не играл в кино». Первоначально, благодаря внешнему сходству с Чандлером на роль Джерри в подростковом возрасте был назначен Майк Минео, брат Сэла, который часто ходил вместе с братом на пробы. Когда главная роль отошла Тони Кёртису, актёра на роль его персонажа в подростковом возрасте также стали подбирать заново. Как в 1957 году написал Минео, «я заменил Майка, потому что был больше похож на Тони». Как позднее рассказывал Минео, фильм стал, для него не только экранным дебютом, но и дал ему быстрый курс кинематографического мастерства: «Режиссёр Джозеф Певни показывал мне различие между техникой игры на сцене и в кино. Я научился контролировать свои движения, которые были хороши для сцены, но выглядели ужасно преувеличенными перед камерой». По информации Американского института киноискусства, помимо Сэла Минео, «игра которого во многих рецензиях с восхищением выделялась среди остальных», в картине дебютировал также Джен Мерлин.
Фильм был произведён в мае-июле 1954 года. Съёмки проходили почти полностью на натуре в Бостоне, Массачусетс, за исключением интерьерных сцен, снятых в голливудской студии. Съёмки в Бостоне проводил оператор Уильям Х. Дэниелс, который в своё время завоевал «Оскар» за натурную съёмку в Нью-Йорке фильма «Обнажённый город» (1948). Как отмечает Эксмейкер, Дэниелс «перенёс тот же документальный подход и в эту картину, благодаря чему фильм получил некоторые из своих самых благоприятных отзывов».
Как далее пишет Эксмейкер, «хотя Чандлер и не появляется на экране, тем не менее, он присутствует в фильме. Он не только ведёт закадровый рассказ (без указания в титрах), но и является соавтором заглавной песни фильма, которую исполнил его друг Сэмми Дэвис-младший». Когда Дэвис ехал в студию, чтобы записать эту песню, то его машина попала в серьёзную автоаварию. Дэвис выжил, но потерял левый глаз. Прошло несколько недель, прежде он в достаточной степени восстановился, чтобы записать песню, которая звучит в фильме.
Фильм начинается со следующего письменного вступления: «Эта картина с уважением посвящается организациям, защищающим закон и порядок повсюду, и особенно мужчинами и женщинам Управления полиции Бостона, многие из которых появились в этой истории. Мы также хотим выразить нашу признательность официальным лицам города, штата и округа, газетам и людям Бостона, которые столь охотно сотрудничали в создании этой картины. Персонажи, события и фирмы, показанные в этом фильме, вымышленные. Любое сходство с реальными людьми, живыми или мёртвыми, носит чисто случайный характер».
Премьера фильма состоялась 19 января 1955 года в Бостоне. Согласно статье в «Голливуд репортер» от января 1955 года, во время всемирной премьеры фильма в Бостоне 19 января 1955 года, «был вызван отряд спецназа, чтобы сдерживать толпу из более чем 5000 человек, которые набросились на актеров Тони Кертиса и Джорджа Нейдера в вестибюле кинотеатра». По словам Эксмейкера, на премьере собралась толпа из тысяч человек, включая сотни девушек-подростков, ожидавших появления звезды Тони Кёртиса. По этому случаю актёр специально подготовился, надев рубашку с едва прихваченными рукавами, чтобы фотограф смог бы зафиксировать момент, когда фанаты срывают с него одежду. Как позднее Кёртис написал в своей автобиографии, «к смущению двух ярых фанатов специальная рубашка сработала идеально».
По информации Эксмейкера, это был лишь первый фильм из нескольких фильмов, основанных или вдохновлённых этим ограблением. Среди других картин на эту темы наиболее известны криминальная комедия Уильяма Фридкина «Дело „Бринкс“» (1978) с Питером Фальком и Питером Бойлом, а также телевизионный фильм режиссёра Марвина Джей Чомски (англ.  Marvin J. Chomsky ) «Брирнкс: Великое ограбление» (англ.  Brinks: The Great Robbery) (1976).

## Оценка фильма критикой
После выхода фильма на экраны кинокритик «Нью-Йорк таймс» Говард Томпсон отметил, что эта «криминальная мелодрама… косвенно основана на поразительном случае ограбления компании „Бринкс“ на 2.5 миллиона долларов так, как это было представлено в рассказе Джозефа Ф. Диннина». По мнению Томпсона, «это гладко выстроенное, неубедительное и уже привычное исследование личности главаря банды, его взлёта, падения и возрождения». Как отмечает критик, «хотя от текста сценариста Сидни Бёма можно было бы ожидать большего», с другой стороны, «частично снятый на натуре, фильм в полной мере демонстрирует свою изобразительную мощь». По существу, по мнению Томпсона, «главной звездой шоу становится сам город Бостон. Живописные виды городских магистралей и пейзажей, которые выхватывает бдительный оператор, более увлекательны и аутентичны чем что-либо, что происходит на экране».
Как далее пишет Томпсон, Джозеф Певни «просто и довольно живо подаёт многочисленные эпизоды картины, однако не те, в которых участвуют двое главных персонажей, от которых всё зависит». По мнению критика, хорошо сыграли Джордж Нейдер, Джули Адамс и Сэл Минео, который был одним из лучших. «Однако большую часть картины несёт на своих плечах Кёртис, который изображает отнюдь не грозного преступного главаря, и это его постоянное, клокочущее мальчишество пробивает самую большую дыру достоверности в этом фильме, и без того полном дыр».
Современный киновед Сандра Бреннан написала, что это «увлекательный фильм об ограблении, отдалённо основанный на знаменитом ограблении „Бринкс“ в Бостоне, которое принесло преступникам 2.5 миллиона долларов».